# ناگاس پادماواتی
ناگاس پادماواتی (انگلیسی: Nagas of Padmavati)، این سلسله پس از افول شاهنشاهی کوشانی و قبل از ظهور امپراتوری گوپتا بر بخش‌هایی از شمال مرکزی هند در قرون سوم و چهارم حکومت می‌کرد. پایتخت آن در پادماواتی بود که با پاویای امروزی در مادیا پرادش شناخته می‌شود. مورخان مدرن آن را با خانواده‌ای می‌شناسند که در سوابق سلسله واکاتاکا «بهاراشیوا» (IAST: Bhāraśiva) نامیده می‌شود.